# フチドリカワハギ
フチドリカワハギ (縁取皮剥、学名：Acreichthys tomentosus)は、フグ目カワハギ科に属する海水魚。

## 形態
体長は最大12cm。体色は黄色や薄桃色、緑がかった色など変異が大きい。また濃い茶色の不明瞭な横縞をもつ。頭部や体側面には白い帯が入る。体色や模様を変化させ、擬態し天敵から逃れる。背鰭条は合計27〜30本、臀鰭条は26〜29本。腰骨後端の鞘状鱗は大きく発達し、可動性がある。

## 生態
インド西太平洋に分布し、日本でも琉球列島以南で見られる。水深の浅いサンゴ礁や砂泥地に生息し、海藻の多い場所でよく見られる。軟体動物や端脚類、多毛類を捕食する。卵生である。

## 人間との関係
食用にはならない。セイタカイソギンチャクを駆除する目的などで、アクアリウムで飼育される。